# Monomorium dryhimi
Monomorium dryhimi is een mierensoort uit de onderfamilie van de Myrmicinae. De wetenschappelijke naam van de soort is voor het eerst geldig gepubliceerd in 2011 door Aldawood & Sharaf.